# Phaisztosz (település)

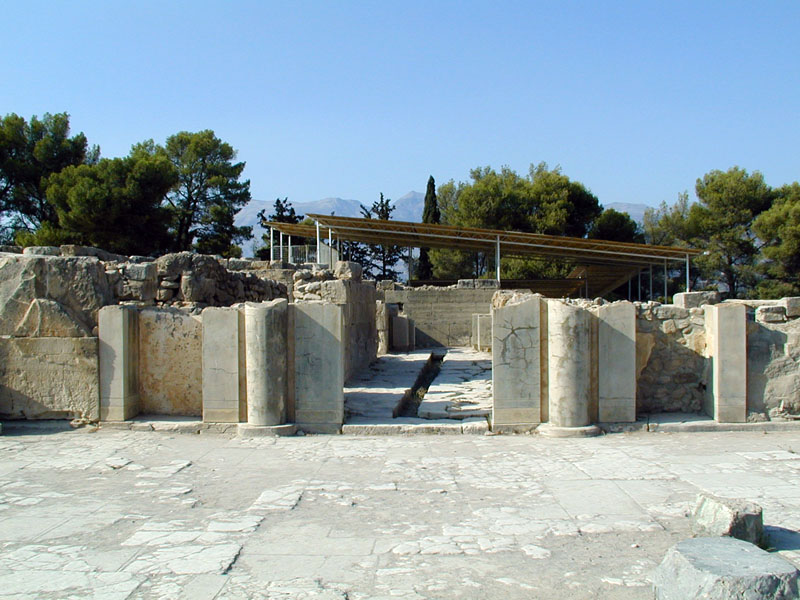
A phaisztoszi palota bejáratának romjai

Phaisztosz (görögül: Φαιστός, mükénéi írásban: PA-I-TO), előfordul Phaestos, Festos és Phaestus néven is,  a minószi civilizáció Knósszosz és Mália mellett egyik legfontosabb lelőhelye. Kréta déli partjaitól 12 km-re északra található a Mesara-folyó partján, 5 km-re keletre a Földközi-tengertől és a Tympaki repülőtértől (földrajzi koordinátái: é. sz. 35° 03′ 04″, k. h. 24° 48′ 48″35.051111°N 24.813333°E). Már i. e. 4000 körül lakott hely volt. A palota i. e. 1900 táján épült fel. Ez elpusztult egy földrengés következtében. A második palotát olasz régészek tárták fel. Frederico Halbherr kezdte meg a munkát, 1950-től 1971-ig Doro Levi vezette a további munkálatokat. A palota legjellegzetesebb részei a kapuzat és a kultikus célokra szolgáló termek. Végső pusztulása i. e. 1400 táján következett be.
A lineáris A írás számos emléke került innen elő, valamint a Phaisztoszi korong.
Phaisztosztól 3 km-re északnyugatra terül el a Hagia Triada egy, a közelében fekvő templomról elnevezett rommező és régészeti lelőhely.

## Külső hivatkozások
- Turisztikai képek